# Apollobuurt

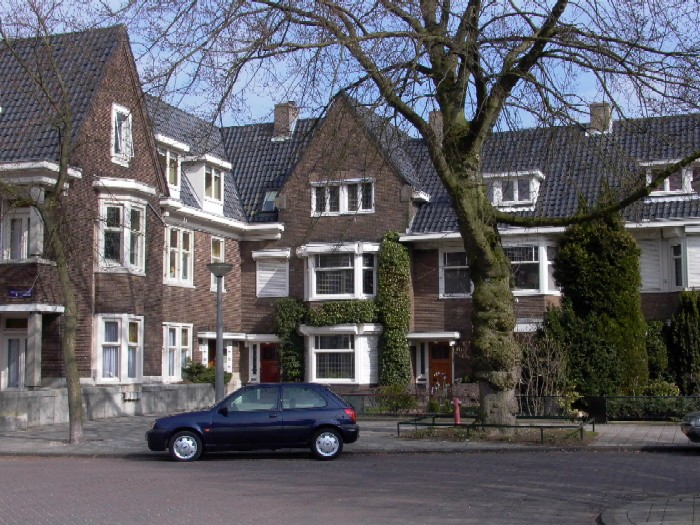
De Holbeinstraat in de Amsterdamse Apollobuurt

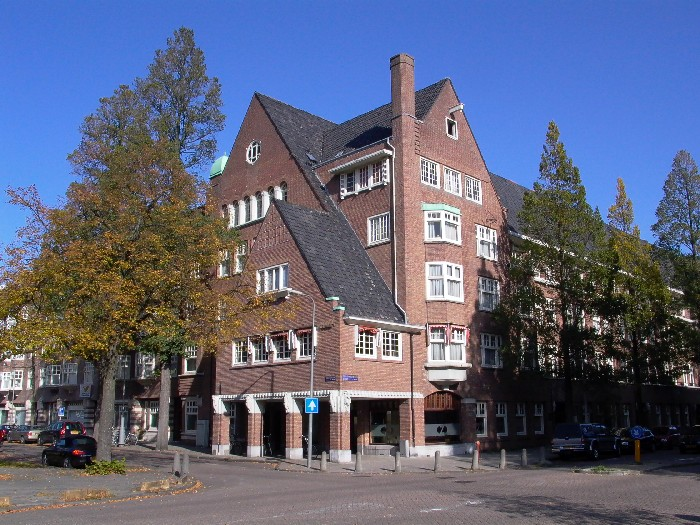
Woningen op de hoek van de Minervalaan en de Gerrit van der Veenstraat in de Amsterdamse Apollobuurt

De Apollobuurt is een wijk in Amsterdam, in het stadsdeel Zuid in de Nederlandse provincie Noord-Holland. De wijk had 8096 inwoners per 1 januari 2005. Op centraal stedelijk niveau wordt de wijk aangeduid als buurtcombinatie V49. De oppervlakte van de Apollobuurt is 94.63 hectare.
De Apollobuurt wordt begrensd door: Noorder Amstelkanaal, Boerenwetering, Diepenbrockstraat (inclusief de percelen aan de zuidzijde), Zuider Amstelkanaal, Parnassusweg en het Olympiaplein (zuid- en oostzijde).
De wijk wordt gekenmerkt door een ruime en luxueuze opzet. De straten zijn genoemd naar begrippen uit het Oude Griekenland en naar kunstschilders en componisten.
De belangrijkste oost-weststraten zijn de Apollolaan en de Stadionweg. De belangrijkste winkelstraat is de Beethovenstraat. Sinds 1929 rijdt tramlijn 24 door de wijk. In 1978 is lijn 5 er bij gekomen.
De Apollobuurt is, ondanks zijn naamgeving, een wijk, welke is onderverdeeld in een zestal buurten, te weten Minervabuurt-Noord, -Midden en -Zuid, Hiltonbuurt, Beethovenbuurt en Diepenbrockbuurt. Deze verfijning wordt gehanteerd door o.m. het Centraal Bureau voor de Statistiek en Funda. De Hiltonbuurt strekt zich uit vanaf het noordelijke deel van de Apollolaan naar het Noorder Amstelkanaal. De Beethoven- en Diepenbrockbuurten bevinden zich, gescheiden door de Stadionweg, ten oosten van de Beethovenstraat.

## Historie
Het merendeel van de gebouwen in de wijk dateert uit de jaren '20 en '30 van de 20e eeuw en is opgetrokken in de stijl van de Amsterdamse school. De wijk maakt in zijn geheel deel uit van het Plan Zuid van Berlage.
De populaire benaming gedurende het interbellum was Nieuw-Zuid, in Jiddische kringen Joods-Zuid.

### Historische gebeurtenissen
In 1940 vestigde de Sicherheitsdienst haar hoofdkantoor voor de regio Amsterdam in de Euterpestraat. Er werd veelvuldig gemarteld. In de ochtend van 26 november 1944 bombardeerden Engelse bommenwerpers het kantoor van de Sicherheitsdienst. Het Nederlandse verzet had hier om verzocht zodat zo veel mogelijk gegevens vernietigd werden. In het hoofdbureau van de Sicherheitsdienst woedde een grote uitslaande brand, maar ook nabijgelegen schoolgebouwen en woonhuizen vatten vlam. Er vielen 56 doden, 14 zwaargewonden en 40 lichtgewonden. Na de Tweede Wereldoorlog hernoemde men de straat tot Gerrit van der Veenstraat, naar de verzetsstrijder Gerrit van der Veen, bekend van de overval op het Amsterdamse bevolkingsregister in 1943.
John Lennon en Yoko Ono brachten in maart 1969 hun befaamde "Bed-In" voor de wereldvrede door tijdens hun wittebroodsweken in het Hilton Hotel. Een paar weken later herhaalden zij de Bed-in in Montreal, Canada, en namen er Give Peace a Chance live op.
Eind 20e en begin 21e eeuw komt de wijk enkele keren landelijk in het nieuws door liquidaties in de Amsterdamse onderwereld: van Klaas Bruinsma in de Breitnerstraat, van Willem Endstra voor zijn kantoor aan de Apollolaan en van Evert Hingst in de Gerrit van der Veenstraat.
Herman Brood pleegde in juli 2001 zelfmoord door van de 10e verdieping van het Hilton Hotel te springen.
In september 2005 vond de ontvoering van Claudia Melchers in de Jan van Eijckstraat plaats.

## Bijzondere gebouwen
- De Apollohal en het Apollohotel
- Het Apollo House, de voormalige Sociale Verzekeringsbank en nu het kantoor van Allen & Overy
- De Eerste Openluchtschool voor het Gezonde Kind (Jan Duiker, 1930)
- Het Hilton Hotel (H.A. Maaskant, 1958)

 Abberdaan · Admiralenbuurt · Amstel III · Amsteldorp · Amstelkwartier · Andreas Ensemble · Apollobuurt · ArenAPoort · Bajeskwartier · Banne Buiksloot · Bedrijventerrein Sloterdijk · Bellamybuurt · Betondorp · Bijlmer · Binnenstad · Bloemenbuurt · Borgerbuurt · Borneo · Bos en Lommer · Buiksloot · Buiksloterham · Buikslotermeer · Buiteneiland · Buitenveldert · Bullewijk · Burgwallen Oude Zijde · Burgwallen Nieuwe Zijde · Centrum Amsterdam Noord · Centrumeiland · Chassébuurt · Chinatown · Cremerbuurt (Amsterdam) · Cruquius · Czaar Peterbuurt · Da Costabuurt · Dapperbuurt · De Aker · De Baarsjes · De Bongerd · De Eendracht · De Heining · De Krommert · De 9 Straatjes · De Omval · De Pijp · Diamantbuurt · Driemond · Disteldorp · Dubbele Buurt · Duivelseiland · Duvelshoek · Elzenhagen · Erasmusparkbuurt · Floradorp · Frederik Hendrikbuurt · Funenpark · Gaasperdam · Gein · Geuzenveld · Gibraltarbuurt · Gouden Reael · Gulden Winckelbuurt · Grachtengordel · Haarlemmerbuurt · Hallenkwartier · Haven-Stad · Haveneiland · Havenstraatterrein · Helmersbuurt · Het Funen · Holendrecht · Hoofddorppleinbuurt · Houthaven · IJ-oevers · IJburg · IJdock · IJplein · Indische Buurt · Jan Maijenbuurt · Java-eiland · Jeruzalem · Jeugdland ·Jodenbuurt · Jordaan · Julianapark · Kadijken · Kadoelen · Kattenburg · Kinkerbuurt · KNSM-eiland · Kolenkitbuurt · Kop van Jut · Van der Kunbuurt · Laan van Spartaan · Landlust · Landstrekenbuurt · Lastage · Leidsebuurt · Lutkemeer · Marathonbuurt · Marineterrein · Marken · Marktkwartier · Medisch Centrum Slotervaart · Mercatorbuurt · Middelveldsche Akerpolder · Molenwijk · Museumkwartier · Nellestein · Nieuw Sloten · Amsterdam Nieuw-West · Nieuwe Pijp · Nieuwendam · Nieuwendammerdijk en Buiksloterdijk · Nieuwendammerham · Nieuwezijde · Nieuwmarkt · Noorderhof · Noordoever Sloterplas · Noordse Bos · Olympisch Kwartier · Omval · Ookmeer · Oostelijk Havengebied · Oostelijke Eilanden · Oostelijke Handelskade · Oostenburg · Oosterdokseiland · Oosterparkbuurt · Oostoever Sloterplas · Oostpoort · Oostzanerwerf · Osdorp · Oud Osdorp · Oud-Oost · Oud-West · Oud-Zuid · Oude Pijp · Oudezijde · Overamstel · Overhoeks · Overtoombuurt · Overtoomse Buurt · Overtoomse Veld · Park Haagseweg · Park de Meer · Plan van Gool · Plan West · Plan Zuid · Planciusbuurt · Plantagebuurt · Postjesbuurt · Prinses Irenebuurt · Rapenburg · Reigersbos · Riekerpolder · Rieteilanden · Rietlanden · Rivierenbuurt · Robert Scottbuurt · Roeterseiland · Ruigoord · Schinkel (bedrijventerrein) · Schinkelbuurt · Science Park · Sloten · Sloterdijk · Sloterdijk-Centrum · Slotermeer · Slotervaart · Sluisbuurt · Spaarndammerbuurt · Spieringhorn · Sporenburg · Sportheldenbuurt · Staatsliedenbuurt · Stadionbuurt · Steigereiland · Strandeiland · Teleport · Transvaalbuurt · Trompbuurt · Tuindorp Buiksloot · Tuindorp Buiksloterham · Tuindorp Nieuwendam · Tuindorp Oostzaan · Tuttifruttidorp · Van Tijenbuurt · Uilenburg · Universiteitskwartier · Valkenburg · Van der Kunbuurt · Van der Pekbuurt · Van Lennepbuurt · Venserpolder · Vlooienburg · Vogelbuurt · Vogeldorp · Vogeltjeswei · Volewijck · Vondelparkbuurt · Vrije Geer · Waalseiland · Watergraafsmeer · Waterlandpleinbuurt · Waterwijk · Weesp · Weesperbuurt · Weespertrekvaartbuurt · Weesperzijde · Westelijke Eilanden · Westelijke Tuinsteden · Westerdokseiland · Westerpark · Westpoort · Willemspark · Wittenburg · Zeeburg · Zeeburgereiland · Zeeheldenbuurt · Zuidas · Zuideramstel